# Calangute
Calangute es una ciudad en el distrito de Goa del Norte del Estado de Goa, India. Es famosa por su playa, la más grande del norte de Goa y un popular destino turístico. La temporada alta de turismo es durante Navidad y Año Nuevo, y durante el verano en mayo. Durante la temporada del monzón, de junio a septiembre, el mar puede estar agitado y está prohibido nadar. La playa ofrece actividades de deportes acuáticos como paravelismo (parasailing) y esquí acuático, entre otros.

## Demografía
Según el censo de India de 2011, Calangute tenía una población de 13.810 habitantes. Los hombres constituían el 54% de la población y las mujeres el 46%. Calangute tenía una tasa de alfabetización promedio de 73%, superior al promedio nacional de 59,5%; la alfabetización masculina fue del 78% y la alfabetización femenina del 67%. El 10% de la población tenía menos de 6 años.

## Educación
Calangute tiene escuelas de educación secundaria a saber; Little Flower of Jesus High School, St. Josephs High School, Don Bosco High School, Mark Memorial High School, además de las escuelas primarias gubernamentales ubicadas en Umtavaddo y Naikavaddo.